# Япаров Дмитро Семенович
Дмитро Семенович Япаров (рос. Дмитрий Семёнович Япаров, 1 січня 1986) — російський лижник, олімпійський медаліст. 
Срібну олімпійську медаль Япаров виборов на Іграх 2014 року в Сочі в складі російської команди в естафеті 4х10 км. 

## Зовнішні посилання
- Досьє на сайті FIS [Архівовано 2 березня 2014 у Wayback Machine.]

|  | Це незавершена стаття про лижника чи лижницю. Ви можете допомогти проєкту, виправивши або дописавши її. |